# Monasterio de San Ponce de Corbera
El monasterio de San Ponce de Corbera es un antiguo priorato benedictino, localizado entre el término municipal de Cervelló y Corbera de Llobregat (Barcelona).

## Historia
Aparece citado por primera vez en 1068 aunque se cree que la comunidad monástica se instaló en el lugar mucho antes. Parece ser que la iglesia del monasterio fue construida entre 1025 y 1050 por orden de Guillermo de Mediona, señor de Corbera. 
En 1096 estaba regido por el abad Salomó, dependía del monasterio francés de Cluny,  a través del monasterio de San Pedro de Caserras. En 1590 sus rentas se unen a la congregación Claustral del Tarragonés, primero a Lérida y después al Monasterio de San Pablo del Campo, de la que fue filial hasta la desamortización de Mendizábal en el año 1835.

## Edificio

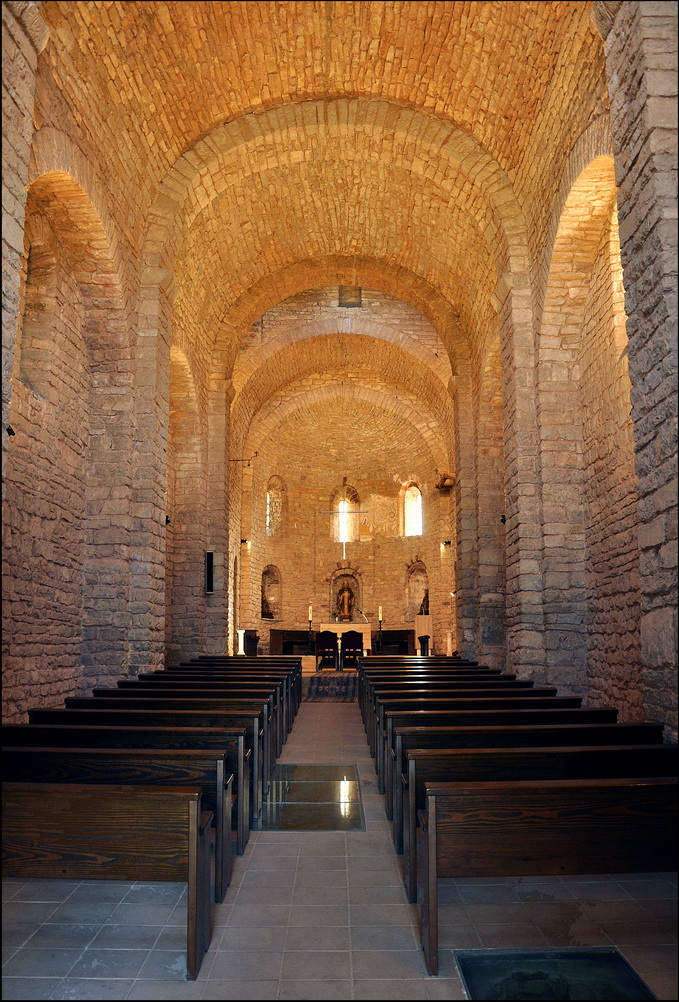
Iglesia de San Ponce de Corbera

La iglesia de San Ponce es la antigua iglesia del monasterio. Consta de una sola nave cubierta con bóveda de cañón, transepto y tres ábsides escalonados, decorados exteriormente con arquillos ciegos y lesenas. Tiene cimborrio sobre el crucero y está rematada por un pequeño campanario de torre cuadrada de dos pisos con ventanas.
Hay restos de la decoración del ábside principal y del ábside del lado del evangelio; en el principal se pueden observar dos tallos vegetales enlazados formando un ocho, un lobo y un ave con las alas abiertas; en el otro ábside del evangelio se ven motivos vegetales en parte de un friso. Se cree que esta decoración es posterior al resto del edificio. Los dos ábsides están comunicados por puertas abiertas en las paredes. 
Se conservan aún restos de pinturas murales románicas, también con temas vegetales. El exterior está decorado con arcuaciones lombardas.
En su interior se encontraba una talla policromada de la Virgen de la Leche del siglo XIII que se conserva en la parroquia de Corbera de Llobregat.